# Funktionserdung

Symbol für die Funktionserde

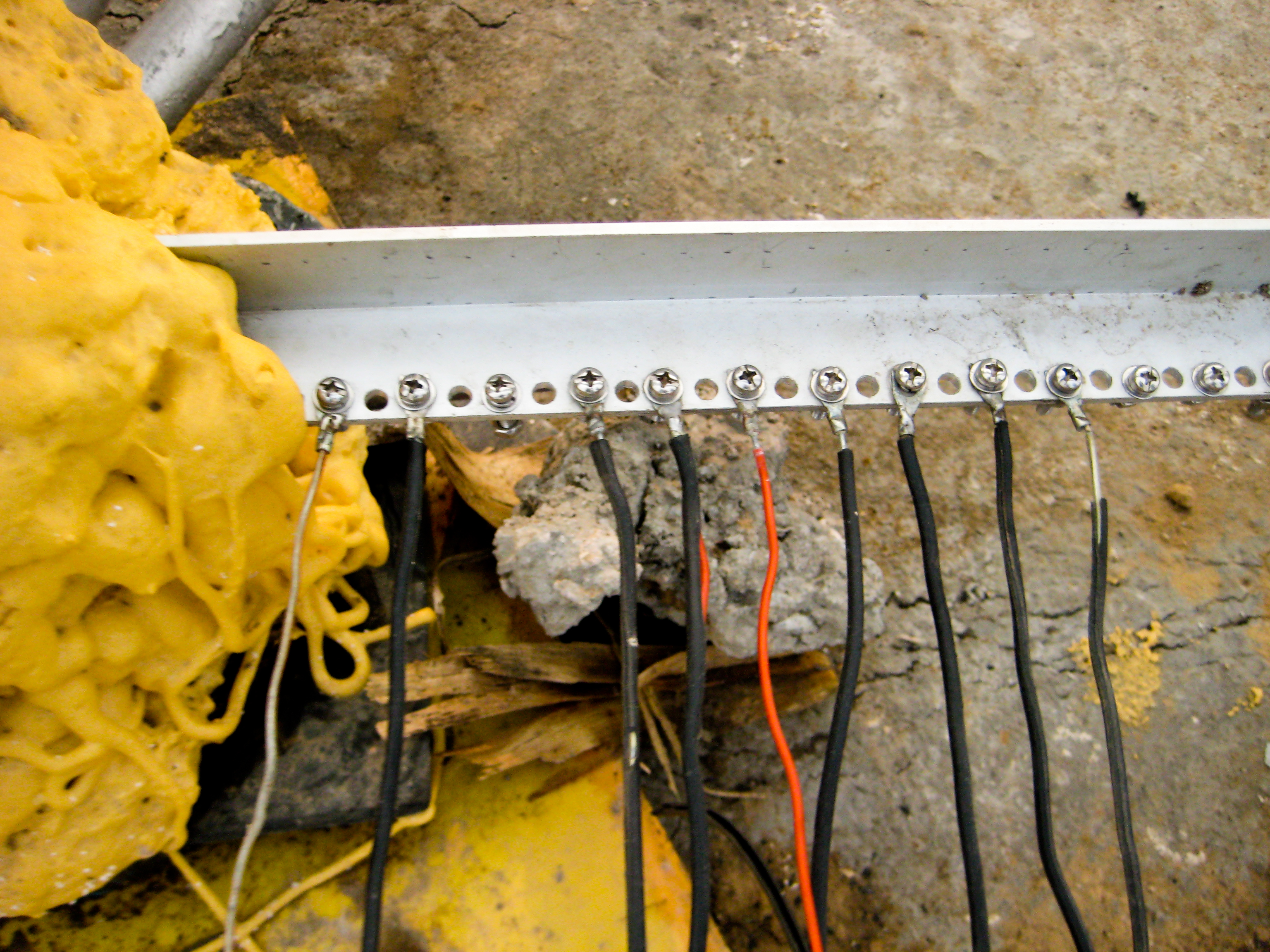
Funktionserdung diverser Geräte an einer Schiene

Die Funktionserdung ist für die störungsfreie Funktion von elektrischen Anlagen und Geräten von Bedeutung. Die Schutzerdung kann diese Funktion nur bei Geräten der Schutzklasse I mit Einschränkungen erfüllen. Man unterscheidet zwischen zwei Erdungsarten: Der Schutzerdung und der Funktionserdung. Während die Schutzerdung zum Schutz von Menschen und Tieren vor einem elektrischen Schlag dient und während eines Fehlerfalls Schutz bietet, ist die Funktionserdung ein funktioneller Teil und für den regulären Betrieb der elektrischen Anlage wesentlich.
Das Symbol hat die Schaltzeichen-Nr.: 02-15-02 „Fremdspannungsarme Erde“.

## Grundlagen
Die Funktionserdung (englisch: functional earth) dient oft dazu, eine elektrische Anlage elektromagnetisch verträglich zu installieren. Der Funktionserdeanschluss wird mit dem entsprechenden Schaltzeichen oder mit den Großbuchstaben „FE“ gekennzeichnet. Die dem Personenschutz dienende Schutzerdung (PE) ist oft nicht geeignet, die Elektromagnetische Verträglichkeit (EMV) einer elektrischen Anlage zu gewährleisten. Hierzu ist es oft erforderlich, eine zusätzliche Funktionserde anzuschließen.
Bei Geräten der Schutzklasse II oder III ist oft eine Trennung von Funktionserde und Schutzerde vorhanden. Die Schutzerdung eines Verbrauchers darf nicht durch Anschluss an die Funktionserde hergestellt werden – die Funktionserde erfüllt meist nicht die Anforderungen an einen Schutzleiter. Ein Anschluss des Schutzleiters an den Funktionserdeanschluss kann die Personensicherheit nicht gewährleisten. Umgekehrt kann der Schutzleiter hingegen eventuell die Anforderungen an eine Funktionserde erfüllen (Beispiel Laptop-Netzteil mit Schutzkontakt-Stecker). Eine leitende Verbindung zwischen Schutzerde und Funktionserde ist gestattet, oft handelt es sich aber nur um eine lose Kopplung mit Kondensator und Widerstand, um Brummschleifen zu verhindern (Beispiel Audiogeräte).
Auch die Ausführung des elektrischen Niederspannungs-Versorgungsnetzes ist wichtig für den Anschluss von Funktionserden. Das TN-S-System mit zentraler Sternpunkterdung ist in vielen Fällen geeigneter als andere Systeme, EMV-Anforderungen zu erfüllen. Bei der Erdung hat der Personenschutz Vorrang. Erst in zweiter Linie ist die Sicherheit der Funktionserde eines elektrischen Betriebsmittels maßgebend. Die Kennzeichnung der Funktionserde ist dementsprechend nicht einheitlich und darf nicht derjenigen der Schutzerdung gleichen.

## Aufgaben und Einsatzbereiche der Funktionserdung
Im Wesentlichen hat die Funktionserdung eine Verbesserung der elektromagnetischen Verträglichkeit zum Ziel:
- Ableiten von Störströmen und somit Begrenzen von deren Spannungsabfällen auf Masseleitungen, die ansonsten zu Störspannungen führen
- Festlegen eines gemeinsamen Bezugspotentials für Signale
- Anschluss von Abschirmungen an dieses Potential, um elektrische Störeinkopplungen zu vermeiden
- Erdung von Antennen (Gegengewicht), Funkgeräten oder der Abschirmung von Störquellen, um die Erzeugung oder den Empfang von Funkwellen zu verbessern oder zu verringern
- Verwendung der Erde als Pol bei manchen Anlagen zur HGÜ um einen zusätzlichen Leiter zu ersparen

Metallene Gehäuse oder Montageplatten besitzen bei Schutzklasse II kein definiertes Potential. Sie schützen daher nicht vor elektrischen Störungen und werden daher oft an die Funktionserde angeschlossen.
Transformatoren in elektronischen Geräten werden oft mit einer Schirmwicklung versehen, welche mit der Funktionserde verbunden ist, um netzseitige Störungen abzuleiten.
Bei elektronischen Steuerungen werden, um einen Spannungsausgleich zu erreichen, oft die Massen und die Gehäuse miteinander zur Funktionserde verbunden. Bei symmetrischer Spannungsversorgung ist dies der Mittelpunkt mit 0 V und bei asymmetrischer Spannungsversorgung ist das oft der Minuspol der Spannungsquelle.
Ortsveränderliche Musikanlagen, die den VDE-Bestimmungen entsprechen, werden oft über Trenntransformatoren angeschlossen. Um hier einen störungsfreien Betrieb zu gewährleisten, ist es oftmals erforderlich, die angeschlossenen Gehäuse, Anlagenteile und Abschirmgeflechte der Niederfrequenz-Signalwege (dies ist in der Regel die Abschirmung) entweder mittelbar oder unmittelbar mit der Funktionserde zu verbinden. Eine mittelbare Verbindung über ein RC-Glied kann nützlich sein, um Erdschleifen zu vermeiden.
Bei Fernmeldeanlagen ermöglicht die Funktionserde eine ordnungsgemäße Funktion der Anlage. Betriebsstätten mit konsequentem Erdungskonzept, z. B. Schaltwarten, stellen eine separate Funktionserde zur Verfügung.
Bei anderen elektronischen Geräten ist trotz Schutzklasse II oder III oft ein Funktionserdeanschluss notwendig. Dieser gewährleistet die Funkentstörung. Außerdem verbessert die Funktionserde bei Leuchtstofflampen mit elektronischem Vorschaltgerät oft die Starteigenschaften der Lampe. Bei Leuchten mit digital dimmbaren Vorschaltgeräten ist manchmal der Anschluss einer Funktionserde vorgeschrieben.
Bei elektronischen Mess- und Prüfgeräten ist es oft erforderlich, die Abschirmung mit Erde zu verbinden. Hochspannungs-Messspitzen besitzen neben dem Anschluss für das Messgerät auch einen Erdanschluss als zweiten Messpunkt.

### Potentialausgleich
Ein Potentialausgleich zu Zwecken der Störspannungsminderung muss hochfrequenztauglich und niederohmig ausgeführt werden. Das wird oft durch flächige Verbindungen (Bänder, Blechstreifen) von metallischen Anlageteilen ermöglicht. Eine große Oberfläche ist hierbei weniger wegen der Stromtragfähigkeit wichtig, sondern um die Induktivität gering zu halten.
Potentialausgleichsschienen dienen bei elektronischen Steuerungen als Massereferenzpunkt. Dort werden alle Masseleitungen und Abschirmungen sternförmig zusammengeführt. Dies ist insbesondere bei gemischten digitalen und analogen Signalen wichtig. Hierbei müssen, um Erdschleifen zu vermeiden, vor dem Massereferenzpunkt Masseleitungen voneinander getrennt geführt werden. Bei manchen Geräten ist die Gerätemasse nicht gleich dem Erdpotential. Ihre Bezugspotentiale sind floatend (undefiniert) und dürfen nicht direkt mit dem erdpotentialbehafteten Massereferenzpunkt verbunden werden.

### Einfluss von Leitungslänge und Querschnitt
Bei hochfrequenten Strömen fließen die Elektronen nicht über den gesamten Leitungsquerschnitt, sondern zunehmend auf der Leiteroberfläche (Skineffekt). Daher ist für die Ableitung der hochfrequenten Ströme nicht der Leiterquerschnitt, sondern die Leiteroberfläche entscheidend. Runde Leiter haben eine kleinere Oberfläche als flache mit rechteckigem Querschnitt. Aus diesem Grund sind runde Leiter zum Ableiten hochfrequenter Signale weniger geeignet.
Da jede Leitung pro Meter Leiterlänge eine bestimmte Induktivität besitzt, nimmt ihre Impedanz mit steigender Frequenz und größer werdender Leitungslänge zu. Zum Ableiten hochfrequenter Störströme sind deshalb kurze Leitungen oft vorteilhaft. Bei Massebändern ist die Induktivität wesentlich geringer als bei Rundleitern gleichen Querschnitts. Dies kommt jedoch erst bei Frequenzen oberhalb von 10 MHz zum Tragen.
Die Massebänder sollten möglichst kurz sein, eine großflächige Kontaktfläche haben und ein großes Verhältnis von Länge zu Breite aufweisen. Um eine wirksame, impedanzarme Erdungsverbindung zwischen den einzelnen Erdungsanschlüssen und dem Erder zu erzielen, gibt es die drei Möglichkeiten Flächige Leiter (Massebänder) mit großen Kontaktflächen, viele einzelne gegeneinander isolierte Einzelleiter (Erdungslitze, Erdseile, mehrere Verbindungen) und kurze Verbindung.

### Erdungsanlage
Eine Erdungsanlage (Erder, Erderverbindungsleitungen) sollte eine niedrige Impedanz aufweisen.
Um Ströme sicher zu erden, muss der Erder einen großflächigen Kontakt mit dem Erdreich haben. Die Forderungen nach geringer Impedanz im Hochfrequenzbereich werden von normalen Tiefenerder, wie sie z. B. bei Schutzerdungen verwendet werden, in der Regel nicht erfüllt.
Das Einbringen zusätzlicher Erder, in Form eines Erdersystems, verringert die Impedanz. Neben dem schon installierten Fundamenterder oder Tiefenerder werden zusätzliche Ringerder im Erdreich verlegt und an die Erdungsanlage angeschlossen. Gut geeignet ist hierbei ein Ringerder aus Kupferband mit einem Mindestquerschnitt von 50 mm², der in einem Abstand von ca. 1 m und in einer Mindesttiefe von 50 cm um ein Gebäude im Erdreich verlegt ist. Die Trennung von Schutzerder, Funktionserder oder Blitzschutzerder ist wegen möglicher Potentialunterschiede nicht zulässig – Erder müssen gut leitend miteinander verbunden werden, um eventuelle Potentialunterschiede auszugleichen.
Bei der Verwendung unterschiedlicher Erdermaterialien ist nicht nur auf die Korrosionsfestigkeit der Materialien, sondern auch auf deren Potentialunterschiede aufgrund der elektrochemischen Spannungsreihe zu achten.
Erdungsanlagen für Anlagen zur Hochspannungs-Gleichstrom-Übertragung und von Sendeanlagen großer Leistung können beachtliche Ausmaße annehmen, siehe Erdnetz.

## Kombinierte Erdungen
Damit man eine Erdung gleichzeitig als Schutzerdung und als Funktionserdung benutzen kann, muss diese Erdung folgende Kriterien erfüllen:
1. um gefährliche Körperströme sicher in die Erde abführen zu können, muss sie einen niedrigen ohmschen Widerstand haben und stromtragfähig sein (siehe auch Schleifenimpedanz).
2. um Störsignale ableiten zu können, muss sie eine niedrige Induktivität besitzen.
3. um ein störspannungsfreies Bezugspotential darzustellen muss die Funktionserde möglichst flächig oder maschenförmig ausgeführt sein.[14]

Im Niederfrequenzbereich
- ist der Querschnitt einer Leitung für deren Leitungswiderstand (bzw. Leitungsimpedanz) entscheidend.
- muss die Leitung stromtragfähig sein, die Impedanz ist nur wichtig für thermische Gesichtspunkte.
- muss der Potentialausgleich stromtragfähig sein.
- muss der Erder einen niedrigen Erdungswiderstand haben und ebenfalls stromtragfähig sein.

Im Hochfrequenzbereich
- ist kurze Leitungslänge entscheidend.
- hat der Leitungsquerschnitt auf die Leitungsimpedanz einen geringen Einfluss.
- hat eine große Leiteroberfläche großen Einfluss.
- ist die geringe Induktivität entscheidend.
- muss der Kontakt großflächig sein.
- muss der Erder eine niedrige Impedanz (große Oberfläche und großflächigen Kontakt zum Erdreich) besitzen.

In das vermaschte Erdungssystem werden leitfähige Metallteile, z. B. Wasserleitungen, Gitterbahnen, Kabeltrassen und Stahlbewehrungen mit einbezogen. Dabei werden die Metallkonstruktionen untereinander, aber auch mit den Metallgehäusen der elektrischen Betriebsmittel an mehreren Stellen maschenförmig verbunden. Die einzelnen Erdungsmaschen oder „Erdungsinseln“ sind untereinander möglichst mehrfach verbunden. Bei mehrgeschossigen Gebäuden sollen die Erdungsnetze an mehreren Stellen vertikal miteinander verbunden werden. Durch den maschenförmigen Aufbau des Erdungsnetzes entsteht eine große Oberfläche und kurze Leitungslängen und somit eine niedrige Erdungsimpedanz, die für ein gutes Ableitvermögen von Störsignalen förderlich ist. Gleichzeitig bildet das vermaschte System ein Erdpotential, das überall gleich ist und nur geringe Potentialunterschiede gegenüber dem Referenzpunkt aufweist.
Schutzleiter müssen entsprechend den DIN-VDE-Vorschriften dimensioniert werden.
Ein korrekt dimensionierter Schutzleiter eignet sich nur bedingt zur Ableitung von EM-Störungen. Kombinierte Schutz- und Funktionserdungsleiter müssen neben dem vorschriftsmäßigen Querschnitt auch eine große Oberfläche haben. Geflecht-Erdungsbänder haben sich für diesen Einsatz bewährt. Diese Erdungsbänder besitzen in der Regel Querschnitte von 10 mm² bis 25 mm². Sollen die Ableitaufgaben von Rundleitern übernommen werden, müssen diese gelegentlich einen größeren Querschnitt haben, als für die Schutzfunktion gefordert wird. Da bei mehradrigen Anschlusskabeln der Schutzleiter nicht größer als die Außenleiter dimensioniert ist, besteht die Möglichkeit, zusätzlich eine Funktionserdung zu verlegen.
Blanke Montageplatten als Potentialausgleich mit einem großflächigen Kontakt zu Leitungen und Schirmungen im Schaltschrank sind hilfreich.

## Bestimmungen und Regelwerke
- Gesetz über die elektromagnetische Verträglichkeit von Betriebsmitteln (EMVG)
- DIN *VDE 0100-540 Errichten von Niederspannungsanlagen Teil 5-54: Auswahl und Errichtung elektrischer Betriebsmittel – Erdungsanlagen, Schutzleiter und Schutzpotentialausgleichsleiter
- DIN EN 50310 VDE 0800-2-310 „Anwendung von Maßnahmen für Erdung und Potentialausgleich in Gebäuden mit Einrichtungen der Informationstechnik“
- DIN VDE 0618-1:1989-08 „Betriebsmittel für den Potentialausgleich, Potentialausgleichsschiene (PAS) für den Hauptpotentialausgleich“
- Unfallverhütungsvorschrift BGI 811 „Arbeitssicherheit in Übertragungsfahrzeugen“
- Merkblatt der Gesetzlichen Unfallversicherung GUV-I 810 „Arbeitssicherheit in Produktionsstätten für szenische Darstellung“